# 鶴屋町 (高松市)
鶴屋町（つるやまち）は、香川県高松市中心部の町丁。郵便番号は760-0035。全域が住居表示に関する法律に基づく住居表示実施地区である。

## 地理
高松市役所より0.9km、高松市中心部の北に位置し、北は瀬戸大橋通り、東は市道高松港海岸線によって区切られ、西はことでん琴平線片原町駅西口、南は片原町の裏手にあたる町である。町内には幹線道路沿いに小規模なビルや事務所・商店、その内側に当たる地域に戸建ての民家や集合住宅が立地している。また、片原町駅の所在地は片原町ではなくそこに隣接した当町である。
2010年国勢調査による人口は294人（男136人/女158人）、世帯数は162世帯、面積は2万3805.52m2、人口密度は12350.1人/km2。公立小学校・中学校の校区は全域が高松第一小学校・中学校（小中一貫）に属している。
町内における都市計画法に基づく用途地域は全域が商業地域で、容積率は大部分が400%、ことでん琴平線の鉄道敷以西が500%である。

## 歴史
町名の由来は鶴屋某という豪商が住んでいたことによるという説と、城下町中心部にある丸亀町の亀に対して縁起の良い鶴を当てた瑞祥地名であるという説がある。
江戸時代には高松城総曲輪内に位置するいわゆる内町5町の一つであり、高松藩の軍港である東浜舟入（御舟入）に面する町であった。寛永17年の城下図には「津るや町」と記され、南北の通りが津るや町通りとして描かれているほか、隣接した区画には同心屋敷や牢屋、東町御奉行所や西町御奉行所がある。この頃、舟入の対岸である東浜町（現・城東町一丁目部分）とは橋が架かっていたが、文化年間の城下図では舟入南端と外堀が接続する部分に作られた土橋に取って代わられ、通町と接続しそこから井口町や東浜町と繋がっている。幕末にはこの土橋に町番所や制札場があった。
1884年（明治17年）には旧牢屋敷跡に高松第一小学校が創設される。1890年（明治23年）2月15日にはそれまで城下町各町の集合体であった高松の区域を以って市制を施行して高松市が成立し、鶴屋町はその一部となった。1900年（明治33年）には土橋以南にあたる高松城外堀が埋め立てられ、当町を含んだ高松城総曲輪内の内町及び同5町は地理的に城下町と一体化した。
1945年（昭和20年）7月4日未明にはアメリカ軍による無差別絨毯爆撃「高松空襲」を受け、町内全てが灰燼に帰した。空襲で壊滅的な被害を受けた高松市中心部では大部分で土地区画整理事業（戦災復興土地区画整理事業）が施行され、鶴屋町でも第一工区二次として区画整理の対象となり、町内の多くの街路が拡張・改良された。この区画整理事業の完工となる換地処分公告は1964年（昭和39年）1月25日である。1958年（昭和33年）に鶴屋町の一部を丸の内へ編入し、その後1964年（昭和39年）には鶴屋町の一部を通町へ、北浜町、本町、工町及び内磨屋町の各一部を鶴屋町へ編入した。1969年（昭和44年）2月10日には住居表示の実施に伴い、鶴屋町の一部を本町へ、本町の一部を鶴屋町へ編入した。
江戸時代以来、当町は東に東浜港（旧舟入）が面する港町で、高松を代表する商業港として物資の荷揚げをする港湾労働者（沖仲士）で賑わい、労働者を対象とした食堂兼酒場が多く営業する等非常に栄えていたが、1965年（昭和40年）に東浜港南部（旧舟入、現・市立城東保育園のある区画）が埋め立てられ、当町は完全に内陸に位置する町となり港町としての性格は過去のものとなった。

## 主要施設
掲載順は住居表示による街区符号・住居番号順
- ファーストイン高松
- マルヨシセンター片原町店
- ことでん琴平線片原町駅